# Donika Kastrioti
Donika Kastrioti, född Arianiti år 1428 i Kaninë, död 1505 eller 1506 i Spanien, var en albansk adelsdam och maka till Skanderbeg.[källa behövs]
Donika föddes 1428 i Kaninë nära Vlora. Hon var dotter till Gjergj Arianiti, en adelsman som härskade över stora delar av Albanien samt Makedonien.
Efter den osmanska erövringen av Albanien flydde hon med sin son till Italien.[källa behövs]